# Naples Park
Naples Park es un lugar designado por el censo ubicado en el condado de Collier en el estado estadounidense de Florida. En el Censo de 2010 tenía una población de 5.967 habitantes y una densidad poblacional de 1.868,51 personas por km².

## Geografía
Naples Park se encuentra ubicado en las coordenadas 26°15′47″N 81°48′41″O / 26.26306, -81.81139. Según la Oficina del Censo de los Estados Unidos, Naples Park tiene una superficie total de 3.19 km², de la cual 3.19 km² corresponden a tierra firme y (0.24%) 0.01 km² es agua.

## Demografía
Según el censo de 2010, había 5.967 personas residiendo en Naples Park. La densidad de población era de 1.868,51 hab./km². De los 5.967 habitantes, Naples Park estaba compuesto por el 88.52% blancos, el 1.89% eran afroamericanos, el 0.22% eran amerindios, el 1.31% eran asiáticos, el 0.12% eran isleños del Pacífico, el 5.33% eran de otras razas y el 2.61% pertenecían a dos o más razas. Del total de la población el 22.57% eran hispanos o latinos de cualquier raza.